# Energy Star

Логотип Energy Star, находящийся на энергосберегающих товарах и их упаковке

Energy Star — международный стандарт энергоэффективности потребительских товаров.
Впервые был принят в США в 1992 году на основе государственной программы. Позднее к программе присоединились Австралия, Канада, Япония, Новая Зеландия, Тайвань и Европейский союз.
Подразумевается, что устройства стандарта Energy Star имеют среднее энергопотребление на 20—30 % меньше своих аналогов равной функциональности. Однако требования стандарта в ряде случаев определены нестрого, результатом этого стало принятие новой линейки стандартов TCO.

## История
Программа Energy Star была создана в 1992 году Агентством по охране окружающей среды США (АООС, англ. EPA) в попытке сократить потребление энергии и выбросы парниковых газов от электростанций. Программа была разработана Джоном С. Хоффманом, создателем программы по сбережению природы в АООС, и поддерживается Кэти Зои и Брайаном Джонсоном. Программа была создана с целью стать частью ряда добровольных программ вроде Green Lights и Methane Programs, способствующих сокращению выбросов парниковых газов и замедляющих глобальное потепление.
Вначале компания существовала в качестве добровольной сертификации, направленной на выявление и поощрение энергоэффективной продукции, Energy Star также стал помечать своими наклейками компьютерную продукцию (мониторы и другие устройства). В 1995 году программа была значительно расширена, создав наклейки для систем отопления и охлаждения новых жилых домов.
В 2006 году более чем 40 тысяч продуктов, сертифицированных Energy Star, находились в широкой продаже, включая крупную технику, офисное оборудование, освещение, бытовую технику и многое другое. Кроме того, наклейку Energy Star можно было также найти на новых домах (было сертифицировано около 12 % нового жилья в США), торговых и промышленных зданиях.
Программа Energy Star способствовала распространению светодиодных светофоров, экономичного флуоресцентного освещения, а также экономного в энергопотреблении офисного оборудования. АООС рассчитало, что только в 2006 году сэкономило около 14 млрд долларов в энергетических затратах[уточнить].
В 2008 году АООС анонсировало программу Green Power Partnership, разработанную в целях содействия и поощрения достижений в использовании возобновляемых источников энергии.

## Критика
17 декабря 2008 года Управление генерального инспектора АООС опубликовало свой доклад по программе Energy Star. Проверка Генерального инспектора обнаружила, что заявления по поводу сокращения выбросов парниковых газов были неточны и основаны на ложных данных. Кроме того, обнаружилось, что данные об экономии энергии с помощью программы Energy Star были ненадёжны, и что многие выгоды не могут быть проверены: «Недостатки включают отсутствие качественного анализа собранных данных; полагающихся на оценки, прогнозы и непроверенных третьих отчитавшихся участников», был сделан вывод в докладе.